# Kroatisch voetbalelftal (vrouwen)
Het Kroatisch vrouwenvoetbalelftal is het vrouwenvoetbalelftal van Kroatië. Het wordt beheerd door de Hrvatski Nogometni Savez oftewel de Kroatische voetbalbond.

## Prestaties op het EK, WK en de Olympische Spelen

### Europees kampioenschap
| - 1984 : niet deelgenomen - 1987 : niet deelgenomen - 1989 : niet deelgenomen - 1991 : niet deelgenomen - 1993 : niet deelgenomen | - 1995 : niet gekwalificeerd - 1997 : niet gekwalificeerd - 2001 : niet gekwalificeerd - 2005 : niet gekwalificeerd - 2009 : niet gekwalificeerd |

### Wereldkampioenschap
| - 1991 : niet gekwalificeerd - 1995 : niet gekwalificeerd - 1999 : niet gekwalificeerd | - 2003 : niet gekwalificeerd - 2007 : niet gekwalificeerd |

### Olympische Spelen
| - 1996 : niet gekwalificeerd - 2000 : niet gekwalificeerd | - 2004 : niet gekwalificeerd - 2008 : niet gekwalificeerd |

## Statistieken
- Bijgewerkt op 6 maart 2017.

### Tegenstanders
| Tegenstander          | Wed. | W  | G | V  | DV | DT | DS  |
| --------------------- | ---- | -- | - | -- | -- | -- | --- |
| Albanië               | 02   | 02 | 0 | 0  | 10 | 02 | 0+8 |
| Armenië               | 01   | 01 | 0 | 0  | 4  | 0  | 0+4 |
| Bosnië en Herzegovina | 10   | 05 | 4 | 01 | 20 | 08 | +12 |
| Engeland              | 04   | 0  | 0 | 04 | 0  | 16 | –16 |
| Estland               | 05   | 03 | 1 | 01 | 10 | 05 | 0+5 |
| Faeröer               | 01   | 0  | 0 | 01 | 1  | 03 | 0–2 |
| Frankrijk             | 02   | 0  | 0 | 02 | 0  | 10 | –10 |
| Georgië               | 01   | 01 | 0 | 0  | 6  | 0  | 0+6 |
| Duitsland             | 06   | 0  | 0 | 06 | 0  | 30 | –30 |
| Hongarije             | 06   | 0  | 3 | 03 | 5  | 10 | 0–5 |
| IJsland               | 02   | 0  | 0 | 02 | 0  | 06 | 0–6 |
| Ierland               | 06   | 0  | 2 | 04 | 3  | 15 | –12 |
| Israël                | 02   | 01 | 0 | 01 | 5  | 02 | 0+3 |
| Italië                | 02   | 0  | 1 | 01 | 0  | 07 | 0–7 |
| Letland               | 01   | 01 | 0 | 0  | 3  | 0  | 0+3 |
| Litouwen              | 01   | 01 | 0 | 0  | 6  | 0  | 0+6 |
| Malta                 | 05   | 05 | 0 | 0  | 15 | 02 | +13 |
| Montenegro            | 02   | 01 | 1 | 0  | 4  | 03 | 0+1 |
| Nederland             | 02   | 0  | 0 | 02 | 0  | 05 | 0–5 |
| Noord-Ierland         | 05   | 01 | 0 | 04 | 4  | 11 | 0–7 |
| Noord-Macedonië       | 01   | 01 | 0 | 0  | 3  | 01 | 0+2 |
| Oostenrijk            | 02   | 01 | 0 | 01 | 1  | 01 | 000 |
| Polen                 | 04   | 0  | 1 | 03 | 1  | 08 | 0–7 |
| Portugal              | 02   | 0  | 0 | 02 | 0  | 03 | 0–3 |
| Roemenië              | 05   | 01 | 2 | 02 | 7  | 17 | –10 |
| Rusland               | 04   | 0  | 0 | 04 | 1  | 12 | –11 |
| Schotland             | 02   | 01 | 0 | 01 | 5  | 07 | 0–2 |
| Servië                | 04   | 0  | 1 | 03 | 5  | 11 | 0–6 |
| Slowakije             | 07   | 01 | 1 | 05 | 3  | 11 | 0–8 |
| Slovenië              | 09   | 02 | 3 | 04 | 12 | 16 | 0–4 |
| Tsjechië              | 03   | 0  | 1 | 02 | 2  | 08 | 0–6 |
| Turkije               | 05   | 03 | 1 | 01 | 13 | 08 | 0+5 |
| Wales                 | 03   | 02 | 0 | 0  | 5  | 01 | 0+4 |
| Zwitserland           | 04   | 01 | 1 | 02 | 5  | 08 | 0–3 |

HNS · A-internationals · Selecties · Bondscoaches · Statistieken · Kroatisch vrouwenelftal · Olympisch elftal · Kroatië U21 · Kroatië U20 · Kroatië U19 · Kroatië U18 · Kroatië U17 · Kroatië U16
1940 – 1956 ·
1990 – 1999 ·
2000 – 2009 ·
2010 – 2019 ·
2020 − 2029
EK's: 1996 · 
2000 · 
2004 · 
2008 · 
2012 · 
2016 · 
2020 · 
2024
WK's: 1998 · 
2002 · 
2006 · 
2010 · 
2014 · 
2018 · 
2022
1940 · 
1941 · 
1942 · 
1943 · 
1944 · 
1945–1955 · 
1956 · 
1957–1989 · 
1990 · 
1991 · 
1992 · 
1993 · 
1994 · 
1995 · 
1996 · 
1997 · 
1998 · 
1999 · 
2000 · 
2001 · 
2002 · 
2003 · 
2004 · 
2005 · 
2006 · 
2007 · 
2008 · 
2009 · 
2010 · 
2011 · 
2012 · 
2013 ·  
2014 · 
2015 · 
2016 · 
2017 · 
2018 ·
2019 ·
2020 ·
2021 ·
2022 ·
2023
Albanië ·
Andorra ·
Argentinië ·
Armenië ·
Australië ·
Azerbeidzjan · 
België ·
Bosnië en Herzegovina ·
Brazilië ·
Bulgarije ·
Canada ·
Chili ·
China ·
Cyprus ·
Denemarken ·
Duitsland ·
Ecuador ·
Egypte ·
Engeland ·
Estland ·
Finland ·
Frankrijk ·
Georgië ·
Gibraltar ·
Griekenland ·
Hongarije ·
Hongkong ·
Ierland ·
IJsland ·
Indonesië ·
Iran ·
Israël ·
Italië ·
Jamaica ·
Japan ·
Joegoslavië ·
Jordanië ·
Kameroen · 
Kazachstan ·
Kosovo ·
Letland ·
Litouwen ·
Liechtenstein ·
Mali ·
Malta ·
Marokko · 
Mexico ·
Moldavië ·
Nederland ·
Nigeria ·
Noord-Ierland ·
Noord-Macedonië ·
Noorwegen ·
Oekraïne ·
Oostenrijk ·
Peru ·
Polen ·
Portugal ·
Qatar ·
Roemenië ·
Rusland ·
San Marino ·
Saoedi-Arabië ·
Schotland ·
Senegal · 
Servië · 
Slovenië ·
Slowakije ·
Spanje ·
Tsjechië ·
Tunesië ·
Turkije ·
Wales ·
Wit-Rusland ·
Zuid-Korea ·
Zweden ·
Zwitserland
Argentinië (2018) ·
Argentinië (2022) ·
Australië (2006) ·
België (2022) ·
Brazilië (2006) ·
Brazilië (2014) ·
Brazilië (2022) ·
Denemarken (2018) ·
Duitsland (2008) ·
Engeland (2018) ·
Engeland (2021) ·
Frankrijk (2018) ·
Ierland (2012) ·
IJsland (2018) ·
Italië (2012) ·
Japan (2006) ·
Kameroen (2014) ·
Marokko (2022, 1) ·
Marokko (2022, 2) ·
Mexico (2014) ·
Nigeria (2018) ·
Oostenrijk (2008) ·
Polen (2008) ·
Rusland (2018) ·
Schotland (2021) ·
Spanje (2012) ·
Spanje (2021) ·
Tsjechië (2016) ·
Tsjechië (2021) ·
Turkije (2008) ·
Turkije (2016)